# Bruno Brun
Bruno Brun (Hrastnik, 14. avgust 1910 — Beograd, 27. februar 1978) bio je jugoslovenski klarinetista, dugogodišnji profesor Muzičke akademije u Beogradu. Opisivan je kao jedan od najznačajnijih muzičkih pedagoga svog vremena,

## Obrazovanje
Upisao je studije na Muzičkoj akademiji u Beogradu 1938, diplomirao 1944. i nastavio usavršavanje u Parizu 1952. kod Y. Deleclusea.

## Karijera
Kao solista i u kamernim sastavima, Brun je nastupao u zemlji i inostranstvu (Nemačka, Egipat, Mađarska, Kina, Vijetnam, Severna Koreja i dr.). Bio je jedan od osnivača i potpredsednik Udruženja muzičkih umetnika Srbije, osnivač Odseka za duvačke instrumente 1947. na Muzičkoj akademiji, sekretar i solista Beogradske filharmonije (1938—1955), solista orkestra Beogradske opere (1938—1965), kao i rektor Univerziteta umetnosti u Beogradu (1965—1971). Odlikovan je Ordenom rada III stepena. Dobio je Sedmojulsku nagradu (1969).

## Pedagoški rad
Bruno Brun je predavao na Muzičkoj akademiji u Beogradu (1945—1975). Autor je više udžbenika za klarinet, od kojih su neki i danas u upotrebi.
Brunovi bivši studenti značajni su kao solisti, članovi kamernih ansambala, orkestarski muzičari i pedagozi u muzičkim školama i na akademijama. Neki od njih dobitnici su značajnih međunarodnih nagrada.

### Studenti prof. B. Bruna
- Ernest Ačkun
- Mihailo Živanović
- Matija Levai
- Miroslav Vukajlović
- Vasil Gelev
- Ante Grgin
- Đuka Tonči
- Josip Tonžetić
- Anton Eberst
- Mihajlo Kelbli
- Vladimir Žikić
- Nikola Kuvelić
- Ivan Kočarov
- Božidar Boki Milošević
- Nikola Srdić
- Milenko Mima Stefanović
- Miloš Gerić
- Dušan Božić
- Ištvan Šaši
- Bela Kolinger
- Josif Lukenić
- Đorđe Kotlarevski
- Miodrag Mitrović

### Studenti koji su započeli studije u klasi prof. B. Bruna
Spisak studenata koji su započeli studije u klasi prof. Bruno Bruna, a nisu u istoj diplomirali zbog bolesti i kasnije smrti profesora.
- Dragan Grujić
- Karči Burai
- Zoran Vesić
- Vladislav Čelik
- Periša Stanojević
- Radivoj Lazić

## Literatura
- Blagojević, Andrija."Bruno Brun (1910-1978) - Founder of the Yugoslav clarinet school." The Clarinet, Vol. 41/3 (June 2014). pp. 46-51.
- Blagojević, Andrija. "The Performance Career of Bruno Brun."  The Clarinet, Vol. 47/3 (June 2020), pp. 34–37.
- Janković, Slavko; Milanović, Mihajlo (ur.): Ko je ko u Jugoslaviji, Sedma sila, Beograd, 1957.
- Mala enciklopedija Prosveta, I, Prosveta, Beograd, 1978.
- Nikolajević, Snežana: Muzika kao događaj, Clio, Beograd, 1994.
- Dvadeset pet godina Muzičke akademije u Beogradu 1937-1962, Grafos, Beograd, 1963.
- 40 godina Fakulteta muzičke umetnosti (Muzičke akademije) 1937-1977, Univerzitet umetnosti u Beogradu, Beograd, 1977.
- Pedeset godina Fakulteta muzičke umetnosti (Muzičke akademije) 1937-1987, Univerzitet umetnosti u Beogradu, Beograd, 1988.
- Peričić, Vlastimir: Muzički stvaraoci u Srbiji, Prosveta, Beograd, 1969.
- Jugoslovenski savremenici, Biblioteka leksikon, Ko je ko u Jugoslaviji 1970, Beograd, Hronometar, 1970.
- Leksikon jugoslavenske muzike, Zagreb, 1984, sv. I, 113.

## Spoljašnje veze
- Portret prof. Bruna
- Udruženje muzičkih umetnika Srbije
- Bruno Brun - Vlastimir Peričić
- Bruno Brun
- Klarinetisti u Srbiji